# Ichthyophis hypocyaneus
Ichthyophis hypocyaneus är en groddjursart som först beskrevs av Heinrich Boie 1827.  Ichthyophis hypocyaneus ingår i släktet Ichthyophis och familjen Ichthyophiidae. IUCN kategoriserar arten globalt som otillräckligt studerad. Inga underarter finns listade i Catalogue of Life.